# The King of Queens
The King of Queens (Brasil: O Rei do Queens - O Rei do Bairro / Portugal: Eu, Ela e o Pai) é uma sitcom norte-americana transmitida originalmente pelo canal de televisão CBS de 21 de setembro de 1998 a 14 de maio de 2007, num total de nove temporadas e 207 episódios. A série é estrelada por Kevin James e Leah Remini como Doug e Carrie Heffernan, um casal da classe trabalhadora que vive com o pai viúvo de Carrie, Arthur Spooner (Jerry Stiller) no Queens, Nova York.
A série foi criada por Michael J. Weithorn e David Litt, que também atuou como produtor executivo do programa. No Brasil teve exibições nos canais a cabo TBS e Comedy Central, e está disponível nos serviços de streaming Paramount+ e Mercado Play.

## História
O enredo gira em torno de Doug e Carrie Heffernan, um casal da classe trabalhadora que vive na "3121 Aberdeen Street" em Rego Park, no Queens, Nova York, junto com o pai de Carrie, Arthur Spooner. Doug trabalha para o fictício International Parcel Service (IPS) como motorista de entregas, enquanto Carrie trabalha como secretária em Manhattan, primeiro para um escritório de advocacia e depois para uma empresa imobiliária. Suas vidas são complicadas pelas exigências de Arthur, tanto que acabam contratando Holly, uma passeadora profissional de cães, para passar o tempo com ele enquanto caminha com cães no parque.
Também aparecem no programa os amigos de Doug, Deacon Palmer, Spence Olchin, Richie Iannucci, o primo de Doug, Danny Heffernan e a esposa de Deacon, Kelly, que é amiga de Carrie.
A maioria das cenas acontece na casa dos Heffernans, mas outros locais incluem os locais de trabalho de Doug e Carrie, o restaurante "Cooper's" e as residências de amigos e familiares. Apesar das locações vistas durante a abertura serem de áreas ao redor de Nova York, a série foi totalmente filmada na Sony Pictures Studios em Culver City, Califórnia.

## Elenco e personagens
Principais
- Doug Heffernan (interpretado por Kevin James) marido de Carrie e funcionário da empresa de entregas IPS. É bem humorado, esta sempre cercado por amigos e gosta de comer.
- Carrie Heffernan (interpretado por Leah Remini) esposa de Doug e secretária numa sociedade de advogados. É sarcástica e também muito teimosa.
- Arthur Spooner (interpretado por Jerry Stiller) é o pai viúvo de Carrie e sogro de Doug. Ele mora no porão da casa dos Heffernan porque acidentalmente ateou fogo em sua própria casa sem seguro. Tem uma grande imaginação e regularmente inventa teorias malucas.

Secundários
- Deacon Palmer (interpretado por Victor Williams) é o melhor amigo e colega de trabalho de Doug. Ele e sua esposa Kelly (Merrin Dungey) têm dois filhos, Major e Kirby.

- Kelly Palmer (interpretada por Merrin Dungey) esposa de Deacon, mãe de Major e Kirby e amiga de Carrie. Ela e Deacon se separaram e ela se envolve em um breve caso, antes de se reconciliarem.

- Spencer "Spence" Olchin (interpretado por Patton Oswalt) (temporadas principais 1–2, 4–9; recorrente, temporada 3) é amigo de Doug e o nerd do grupo. Ele trabalha como balconista de bilheteria do metrô.
- Richard "Richie" Iannucci (interpretado por Larry Romano) (temporadas principais 1–2; convidado nas temporadas 3 e 9) é um dos amigos mais próximos de Doug. Ele e Doug eram colegas de quarto antes de Doug se casar com Carrie. Ele sai da série na terceira temporada.

- Daniel "Danny" Heffernan (interpretado por Gary Valentine) (temporadas recorrentes 1 a 3, elenco principal temporadas 4 a 9) é o primo de Doug e também amigo de Deacon e Spence. No começo ele é dono de uma pizzaria, mas depois passa a trabalhar na IPS. Danny e Spence se tornam colegas de quarto em um pequeno apartamento e os dois brigam como um casal.

- Holly Shumpert (interpretada por Nicole Sullivan) (participação na 3ª temporada; elenco principal nas temporadas 5 a 7, recorrente nas temporadas 4, 8 e 9) é uma passeadora de cães gentil e prestativa. Ela é contratada por Doug para "passear" com Arthur e acaba se tornando amiga da família.

Recorrentes
- Joe Heffernan e Janet Heffernan (interpretados por Dakin Matthews e Jenny O'Hara) (temporadas 3-9), são os pais de Doug. Eles vivem em uma comunidade de aposentados na Flórida, mas ocasionalmente vêm visitá-los ou Doug vai vê-los. Ambos tendem a tratar Doug como uma criança, um papel que ele prontamente assume.

- Stephanie Heffernan (interpretada por Ricki Lake) (temporadas 3-4, seis episódios), irmã de Doug. Professora de educação física do ensino médio que sente que seus pais favorecem Doug, ela tem um breve encontro com o amigo de Doug, Richie. Ela não é vista e raramente é mencionada após a quarta temporada.
- Sara Spooner (interpretada por Lisa Rieffel) (temporada 1 episódios 1-3, 5-6; mencionada na temporada 3) é a meia-irmã mais nova de Carrie, Ela aparece em apenas cinco dos primeiros seis episódios. Enredos e diálogos subsequentes sugerem que Sara Spooner nunca existiu e que Carrie é filha única.
- Tim Sacksky (interpretada por Bryan Cranston) um vizinho barulhento e inconveniente dos Heffernans. Aparece em quatro episódios nas 3 primeiras temporadas.
- Dorothy Sacksky (interpretada por Dee Dee Rescher) esposa de Tim Sacksky.
- Lou Ferrigno (temporadas 3–9; ele mesmo) é o ator conhecido por seu papel como O Incrível Hulk. Ferrigno e sua esposa são vizinhos dos Heffernans.
- Patrick O'Boyle (interpretado por Sam McMurray) (temporadas 3 a 9) é o chefe de Doug, a quem ele geralmente se refere como "Heffernan".
- Raymond "Ray" Barone (interpretado por Ray Romano) (temporadas 1, 2 e 8; quatro episódios) é o amigo de Doug em Long Island. Romano e James aparecendo nos programas um do outro foi parte de um crossover entre Everybody Loves Raymond e The King of Queens.

- Sr. Kaplan e Sr. Kaufman (interpretado por Victor Raider-Wexler) (temporadas de 2 a 9), é o rico e exigente chefe do escritório de advocacia de Carrie. Por razões desconhecidas ou erro de continuidade, ele aparece em dois papéis diferentes, primeiro nas temporadas 2 a 6 como Sr. Kaplan no escritório de advocacia Kaplan e depois nas temporadas 7 a 9 como Sr. Kaufman quando Carrie muda para um novo escritório.

- Stu Heffernan (interpretado por Gavin MacLeod) tio de Doug e pai de Danny.

- Veronica Olchin (interpretada por Grace Zabriskie na temporada 1, temporadas 5 a 9; interpretada por Anne Meara), mãe de Spence. Ela tem um relacionamento intermitente com Arthur, que é interpretado por seu marido na vida real, Jerry Stiller.

## Episódios
| Temporada | Temporada | Episódios | Episódios | Originalmente exibido  | Originalmente exibido | Nielsen ratings | Nielsen ratings |
| Temporada | Temporada | Episódios | Episódios | Estreia da temporada   | Final da temporada    | Classificação   | Avaliação       |
| --------- | --------- | --------- | --------- | ---------------------- | --------------------- | --------------- | --------------- |
|           | 1         | 25        | 25        | 21 de setembro de 1998 | 17 de maio de 1999    | 37              | 8.6             |
|           | 2         | 25        | 25        | 20 de setembro de 1999 | 22 de maio de 2000    | 35              | 8.5             |
|           | 3         | 25        | 25        | 2 de outubro de 2000   | 28 de maio de 2001    | 27              | 8.9             |
|           | 4         | 25        | 25        | 24 de setembro de 2001 | 20 de maio de 2002    | 19              | 8.9             |
|           | 5         | 25        | 25        | 23 de setembro de 2002 | 19 de maio de 2003    | 25              | 8.5             |
|           | 6         | 24        | 24        | 1 de outubro de 2003   | 19 de maio de 2004    | 30              | 7.3             |
|           | 7         | 22        | 22        | 27 de outubro de 2004  | 18 de maio de 2005    | 48              | —               |
|           | 8         | 23        | 23        | 19 de setembro de 2005 | 22 de maio de 2006    | 49              | —               |
|           | 9         | 13        | 13        | 6 de dezembro de 2006  | 14 de maio de 2007    | 30              | 7.3             |

## Dublagem
- Estúdio: Grupo Macias

| Personagem       | Ator            | Dublador(a)           |
| ---------------- | --------------- | --------------------- |
| Doug Heffernan   | Kevin James     | Mauro Ramos           |
| Carrie Heffernan | Leah Remini     | Márcia Coutinho       |
| Arthur Spooner   | Jerry Stiller   | Carlos Gesteira       |
| Deacon Palmer    | Victor Williams | Leonardo "Léo" Rabelo |
| Danny Heffernan  | Gary Valentine  | Flávio Back           |
| Spence Olchin    | Patton Oswalt   | Sérgio Moreno         |
| Holly Shumpert   | Nicole Sullivan | Maíra Góes            |

## Recepção da crítica
Em sua primeira temporada, The King of Queens teve recepção mista por parte da crítica especializada. Com base de 23 avaliações profissionais, alcançou uma pontuação de 51% no Metacritic. Por votos dos usuários do site, atinge uma nota de 8.2, usada para avaliar a recepção do público. Clint Morris, da Film Threat, louvou a série, elogiando o astro Kevin James como "um dos caras mais engraçados a adornar o cinema desde Bill Cosby". Na nona e última temporada, o programa recebeu críticas amplamente positivas com uma pontuação de 85% no Rotten Tomatoes.

## Lançamento em DVD
- Na Região 1, a Sony Pictures Home Entertainment lançou todas as nove temporadas de The King of Queens em DVD nos EUA e no Canadá.
- Na Região 2, a Paramount Home Entertainment lançou todas as nove temporadas em DVD no Reino Unido.[6]
- A série também foi lançada na Alemanha pela Koch Media, todas as nove temporadas foram lançadas.
- Na Região 4, a Paramount Home Entertainment lançou todas as nove temporadas em DVD na Austrália.[7]

## Prêmios e indicações
Em 2006 a série foi nomeada para os prêmios Emmy, na categoria de melhor ator principal numa série de comédia, para Kevin James.
Além disso, The King of Queens recebeu vários prêmios BMI durante sua exibição em horário nobre. A série venceu o BMI Awards na categoria "TV Music Award" em 2001, 2002, 2003 e 2004. Esses prêmios foram entregues a Kurt Farquhar, Josh Goldsmith, Andrew Gross e Cathy Yuspa.
The King of Queens também foi indicado ao prêmio de Comédia de TV Favorita do People's Choice Awards de 2007 e 2008, durante as suas duas últimas temporadas. Em 2004, Scott Heineman e Mark Waters foram indicados pelo Art Directors Guild para o 'Prêmio de Excelência em Design de Produção'. Victor Williams foi indicado em 2007 para 'Melhor Ator Coadjuvante em Série de Comédia' pelo NAACP Image Awards.